# 國島直希
國島 直希（くにしま なおき、1994年8月1日 - ）は、日本の俳優。
岐阜県出身。太田プロダクション所属。身長180cm、血液型はA型。

## 略歴
2013年、第26回『ジュノン・スーパーボーイ・コンテスト』において、グランプリを受賞。
2014年、映画『人狼ゲーム BEAST SIDE』で俳優デビュー。
2016年、『動物戦隊ジュウオウジャー』の追加戦士・門藤操 / ジュウオウザワールド役でテレビドラマ初出演。途中参加ではあるが同作品への出演は中尾暢樹ら初期メンバー5名と共に決定していた。

## 人物
特技はテニス。子供が好きで、22歳までに役者として自信がなければ保育士になろうとも考えていた。
人見知りな性格で、『動物戦隊ジュウオウジャー』でも撮影当初はメンバーの輪に入らず一人で集中していることが多かったという。共演した渡邉剣はジュノンボーイの後輩に当たり、共演前から仲が良かった。立石晴香とは互いに人見知りでストーリー上の接点もなかったことから、仲良くなったのはクランクアップ後であったという。
役作りでは明確なビジョンを持って挑んでおり、『ジュウオウジャー』で変身後のスーツアクターを務めた高田将司は自身の想像を超えたことをやってくるので驚かされたと述べており、共演した中尾暢樹も自分の中で役作りを行えることが凄いと評している。

## 出演

### テレビドラマ
- 動物戦隊ジュウオウジャー 第16話 - 最終話（2016年5月29日 - 2017年2月5日、テレビ朝日） - 門藤操 / ジュウオウザワールド 役
- #セルおつ 第2話（2017年5月6日、朝日放送） - 山崎修也 役
- わにとかげぎす 第7話（2017年9月6日、TBS）
- モブサイコ100（2018年1月19日 - 4月6日、テレビ東京） - 神室真司 役
- 刑事ゼロ 第1話（2019年1月10日、テレビ朝日） - 今宮賢 役
- べしゃり暮らし 第7話 - 最終話（2019年9月7日 - 14日、テレビ朝日） - 堀内泰示 役
- 森村誠一ミステリースペシャル 終着駅シリーズ37 「停年のない殺意」（2021年4月1日、テレビ朝日） - 石川 役
- マーダーミステリーShowcase〜5人の証言〜『白昼の訪問者』（2024年11月3日、日テレプラス） - 四条 役[10][11]

### 映画
- 人狼ゲーム BEAST SIDE（2014年8月30日） - 柳川祐貴 役
- スーパー戦隊シリーズ
  - 劇場版 動物戦隊ジュウオウジャー ドキドキサーカスパニック!（2016年8月6日、東映） - 門藤操 / ジュウオウザワールド 役
  - 劇場版 動物戦隊ジュウオウジャーVSニンニンジャー 未来からのメッセージ from スーパー戦隊（2017年1月14日、東映） - 門藤操 / ジュウオウザワールド 役
  - 仮面ライダー×スーパー戦隊 超スーパーヒーロー大戦（2017年3月25日、東映） - ジュウオウザワールド 役
- あの頃、君を追いかけた（2018年10月5日、キノフィルムズ） - 町田健人 役
- オズランド（2018年10月26日、ファントム・フィルム・HIGH BROW CINEMA） - 泥江新太 役[12]
- MOOSIC LAB 2018【短編部門】公式出品作品「ショパンの姉妹（きょうだい）」（2018年11月） - 与太郎 役[13]
- 映画 としまえん（2019年5月10日、東映ビデオ） - チャム 役[14]
- 第5回新人監督映画祭 NDFF 上映作品「あかぺら」（2019年6月）[15]
- HiGH&LOW THE WORST（2019年10月4日、松竹） - 野口 役[16]
- さよならモノトーン（2023年10月6日、らんくう） - 横山哲也 役

### Webドラマ
- SPECサーガ黎明篇「サトリの恋」（2018年9月28日 - 11月2日、Paravi） - 水島翔一 役
- 仮面ライダージュウガVS仮面ライダーオルテカ（2023年4月30日・5月7日、東映特撮ファンクラブ） - 斉川勇生 役
- 星の四谷三丁目シアター「ソート」「アンガーマネジメント」「共同脚本」（2025年3月21日・3月24日・3月28日、TikTok他）[17]

### オリジナルビデオ
- スーパー戦隊シリーズ
  - 帰ってきた動物戦隊ジュウオウジャー お命頂戴!地球王者決定戦（2017年6月28日、東映ビデオ） - 門藤操 / ジュウオウザワールド 役
  - ルパンレンジャーVSパトレンジャーVSキュウレンジャー（2019年8月21日発売、東映ビデオ） - 門藤操 / ジュウオウザワールド 役

### 舞台
- BLACK10（2014年2月5日 - 9日、全労済ホールスペース・ゼロ）
- AZUMI 幕末編（2015年9月11日 - 24日、新国立劇場中劇場）
- 動物戦隊ジュウオウジャーショー 第5弾「ジュウオウファイナル! 王者の絆をなめるなよ!!」（2017年1月28日 - 3月12日の土日祝日、シアターGロッソ） - 門藤操 / ジュウオウザワールド 役
- 動物戦隊ジュウオウジャー ファイナルライブツアー2017（2017年3月 - 4月、全国8箇所） - 門藤操 / ジュウオウザワールド 役
- 8（2017年12月20日 - 24日、ザ・ポケット） - 主演・金井斗真 役
- 猫と犬と約束の燈（2018年2月7日 - 12日、草月ホール） - 下田海路 役
- わが家の最終的解決（2018年3月28日 - 4月1日、シアターサンモール） - ルドルフ＝ディートリヒ 役
- ひまわり（2018年5月2日 - 6日、ザ・ポケット） - 西川尊 役
- HYBRID PROJECT Vol.17「Re-」（2018年9月12日 - 16日、シアターサンモール） - 主演・クロ 役
- PINK（2019年3月30日 - 4月5日、CBGKシブゲキ!!） - 邦彦 役
- Starry☆Sky on STAGE - 東月錫也 役
  - SEASON 1（2019年7月10日 - 15日、品川プリンスホテル クラブex）
  - SEASON 2 ～星雪譚 ホシノユキタン～（2020年1月15日 - 26日、紀伊國屋サザンシアター TAKASHIMAYA）

- 夕-ゆう-（2019年8月7日 - 18日、シアターサンモール） - 相川雅弥 役
- ぴゅぱミュ 夢幻泡影シリーズ第一弾「夢」（2019年10月30日 - 11月3日、新宿村LIVE） - 森田彬 役
- IdentityV STAGE - 白無常（謝必安） 役
  - Episode 1「What to draw」（2019年11月29日 - 12月8日、サンシャイン劇場）
  - Episode 3「Cry for the moon」（2020年9月10日 - 18日、TACHIKAWA STAGE GARDEN）
  - Episode 2「Double Down」（2021年3月24日 - 4月1日、TACHIKAWA STAGE GARDEN）
  - Episode 4「Phantom of The Monochrome」（2024年5月30日 - 6月2日、IMM THEATER、6月6日 - 6月9日、ヒューリックホール東京） ※ハンター編お当番
- 音楽劇「黒と白 -purgatorium-」 - 慈悲 ラファエル 役
  - 「黒と白 -purgatorium-」（2020年2月19日 - 23日、日本青年館ホール）
  - 「黒と白 -purgatorium- ad libitum」 （2020年11月27日 - 12月6日、ヒューリックホール東京）
- オンライン朗読劇「杜子春」（2021年1月27日）
- This is 大奥（2021年4月22日 - 25日、ヒューリックホール東京） - ミカド 役
- 劇メシ「パセリがすねた」（2021年5月23日 - 24日、表参道bamboo） - パクチー 役
- WORLD -Change The Sky-（2021年6月27日 - 7月4日、なかのZERO大ホール） - 碓氷慶次 役
- 爆走おとな小学生「初等教育ロイヤル」（2021年7月23日 - 25日、京都劇場） - 鈴木くん 役
- シチュエーション朗読劇『Love on Ride～通勤彼氏』（2021年8月6日 - 11日、浅草花劇場）[18]
- バッキャローシリーズ
  - 第8弾（前編）『土のバッキャロー！！』（2021年10月6日 - 12日、シアターグリーン BIG TREE THEATER） - 戸村天平 役[19]
  - 第7弾：第8弾（後編）『雫のバッキャロー！！』（2022年5月11日 - 17日、シアターグリーン BIG TREE THEATER） - 戸村天平 役[20]
- カルテットルーム（2021年10月20日 - 24日、中目黒キンケロ・シアター） - 大森学 役[21]
- ねぇ、ヒルガオが咲いてるよ。（2021年11月3日 - 7日、バルスタジオ） - 主演・桜井武史 役[22]
- キューピット・パラサイト The Stage（2021年11月12日、一般財団法人 全電通労働会館 多目的ホール）[23]
- 和道ノ阿修羅（2021年12月10日 - 12日、京都劇場） - 大蛇之五郎 役[24]
- ハローハローポピーポピー（2021年12月21日 - 26日、BOX in BOX THEATER） - グレン 役[25]
- スマホ連動”ヒロイン体験 朗読劇”「恋人は公安刑事」 from 100シーンの恋＋（2022年1月13日、赤坂RED/THEATER）- 颯馬周介 役[26]
- 朗読劇「銀河鉄道の夜」（2022年2月11日 - 14日、浅草花劇場） - 2/11カムパネルラ、2/12ストーリーテラーⅠ 役[27]
- 戦国送球〜バトルボールズ〜（2022年2月23日 - 27日、CBGKシブゲキ!!） - 佐々木真也 役[28]
- 戦国送球〜バトルボールズ〜第二次真田合戦（2022年4月6日 - 10日、シアター1010） - 4/7,8日替わりゲスト  宮野大樹 役[29]
- 長い夢（2022年9月22日 - 25日、王子小劇場）- 藤波賢斗 役[30]
- ろくでなしコーラス（2022年11月2日 - 6日、浅草花劇場）- コッペ 役[31]
- ミュージカル『刀剣乱舞』- 一期一振 役
  - ～花影ゆれる砥水～（はなかげゆれるとみず）（2023年4月30日 - 6月18日[注 1]、TOKYO DOME CITY HALL 他）[33][34]
  - ㊇ 乱舞野外祭（すえひろがり らんぶやがいまつり）（2023年9月17日 - 24日、富士急ハイランド・コニファーフォレスト）[35]
  - 祝玖寿 乱舞音曲祭（いわいのくじゅ らんぶおんぎょくさい）（2024年10月5日 - 12月1日、Kアリーナ横浜 他）[36]
  - 目出度歌誉花舞 十周年祝賀祭（2025年7月29日・30日、東京ドーム）[37]
- 舞台「華の天羽組 powered by ヒューマンバグ大学」-  和中蒼一郎 役
  - 舞台「華の天羽組 -天京戦争編-powered by ヒューマンバグ大学」（2023年12月9日 - 17日、品川プリンスホテル クラブeX）[38]
  - 舞台「華の天羽組 -羽王戦争編-前編 powered by ヒューマンバグ大学」（2025年5月17日 - 25日、新宿FACE）[39]
- フール（2024年3月13日 - 17日、赤坂RED/THEATER）[40]
- BURAI3 -最終章-（2024年4月17日 - 22日、あうるすぽっと）- 深月裕也 役 [41]
- ヒストリーボーイズ（2024年7月20日 - 28日、あうるすぽっと） - ラッジ 役[42]
- 7SEEDS〜春の章〜（2024年12月20日 - 29日、こくみん共済 coop ホール/スペース・ゼロ） - 雪間ハル 役[43]
- マーダーミステリーShowcase〜5人の証言〜（2025年1月17日 - 19日、全電通労働会館）[10][11]
- 朗読劇「文豪Letters」2025年1月公演（2025年1月31日、北とぴあ ドームホール）[44]
- 人狼系推理バトル【レジスタンスイレブン〜潜春と謀略の交差点〜】（2025年2月28日 - 3月2日、CBGKシブゲキ!!）[45]
- サルメカンパニー＆クリオネ企画「12人のヒトラーの側近」（2025年4月12日 - 15日、吉祥寺シアター） - ルドルフ・ヘス 役[46]
- 復刻 舞台 増田こうすけ劇場 ギャグマンガ日和 〜奥の細道 地獄のランウェイ編〜（2025年10月31日 - 11月9日〈予定〉、雷5656会館 ときわホール） - 堀部安兵衛 役[47][48]

### ミュージックビデオ
- Super Break Dawn「Silent Snow」（2018年11月28日）[49]

### ゲーム
- 動物戦隊ジュウオウジャー バトルキューブパズル（2016年） - ジュウオウザワールド 役[50]

### その他
- らあめん花月嵐「飛騨高山中華そば 麺屋 和香葉」PR大使[51]

## ディスコグラフィ
- 音楽劇「黒と白 -purgatorium-」劇中歌「Ira-憤怒-」（宮澤佑＆國島直希）（2020年3月20日）
- 音楽劇「黒と白 -purgatorium- ad libitum」劇中歌「Flugel」（石川竜太郎×田中稔彦×國島直希）（2021年1月29日）
- IdentityV STAGE Episode4「Phantom of The Monochrome」ハンター編主題歌「无常雨」（國島直希、縣豪紀）（2024年5月16日）
- ミュージカル『刀剣乱舞』〜花影ゆれる砥水〜 刀剣男士 formation of 花影 配信ミニアルバム「IGNITION」（2024年6月19日配信開始）
- CDアルバム「ミュージカル『刀剣乱舞』〜花影ゆれる砥水〜」 刀剣男士 formation of 花影（2025年3月26日）